# Nadace (seriál)
Nadace (v anglickém originále Foundation) je americký televizní sci-fi seriál od Apple TV+, jehož tvůrci jsou David S. Goyer a Josh Friedman. Seriál je volným zpracováním založeném na knižní sérii Nadace od Isaaca Asimova. Do hlavních rolí byli obsazeni Jared Harris, Lee Pace, Lou Llobell a Leah Harvey. Seriál měl premiéru 24. září 2021. V říjnu 2021 byla objednaná 2. série, jejíž natáčení probíhalo v České republice. A měla premiéru 14. července 2023. V červnu 2023 začalo natáčení 3. série, opět v Praze.

## Postavy a obsazení

### Hlavní role
- Jared Harris jako Hari Seldon, matematik, který vyvinul psychohistorii, matematický model, který umožňuje předpovídat budoucnost na základě chování velkých skupin lidí.
- Lee Pace jako bratr Den (Cleon XII., XIII. a XVII.), každý člen středního věku z řady klonů Cleona I., který vládne jako císař dvanáct tisíc let starému Galaktickému impériu. Pace také ztvárňuje Cleona I. v jeho nejlepších letech.[4]
- Lou Llobell jako Gaal Dornick, Hariho chráněnka se zájmem o matematiku a jeho práci. Pochází z planety, kde je snaha o poznání považována za kacířství.
- Leah Harvey jako Salvor Hardin, strážkyně planety Terminus (místo uložení Nadace) 35 let po začátku příběhu. Je dcerou Gaal Dornick.
- Laura Birn jako Eto Demerzel, majordomus císařů a jedna z posledních přeživších androidek z dávných válek robotů. Má zdánlivě lidskou podobu a je stará 11 tisíc let.
- Terrence Mann jako bratr Soumrak (Cleon XI, XII a XVI), každý nejstarší člen řady klonů Cleona I., který již odešel z funkce císaře a slouží jako rádce úřadujícího císaře bratra Dne. Mann také ztvárňuje staršího Cleona I..[4]
- Cassian Bilton jako bratr Úsvit (Cleon XIV a XVIII), nejmladší člen řady klonů Cleona I. ve věku adolescenta a budoucí nástupce bratra Dne ve výcviku.[4]
- Chipo Chung jako hlas operačního systému Deliverance.

### Vedlejší role
- Alfred Enoch jako Raych Foss, adoptivní syn Hariho Seldona.
- Cooper Carter jako bratr Úsvit/Cleon XIII, nejmladší člen řady klonů Cleona I. ve věku dítěte.[5]
- Reece Shearsmith jako Jerril, císařský agent za vlády Cleona XII.
- Clarke Peters jako Abbas Hardin, Seldonův stoupenec, první správce a první starosta Terminu a náhradní otec Salvor Hardin.
- Sasha Behar jako Mari Hardin, Seldonova stoupenkyně a náhradní matka Salvor Hardin.
- Daniel MacPherson jako Hugo Crast, meziplanetární obchodník z planety Thespis, který je milencem Salvor Hardin.
- Kubbra Sait jako Velká lovkyně Phara Keaen, nejvyšší vojenská důstojnice planety Anakreon, která vede osobně nájezd na Terminus.
- Elliot Cowan jako Lewis Pirenne, ředitel Nadace a první nástupce Hariho Seldona.
- Amy Tyger jako Azura Odili, zahradnice císařského paláce.
- Mido Hamada jako Stínový mistr Obrecht, císařský špión za vlády Cleona XIII.
- Christian Contreras jako velitel Dorwin, císařský voják vyslaný vyšetřit ztrátu kontaktu s Terminem.
- T'Nia Miller jako Zephyr Halima Ifa, starší kněžka luministické víry, která se uchází o post jejího příštího vůdce.
- Nimrat Kaur jako Yanna Seldin, zesnulá životní partnerka Hariho Seldona.

### Hostující role
- Alexander Siddig jako advokát Xylas, žalobce v Seldonově procesu.[6]
- Ian McNeice jako mistr statistik Tivole, vedoucí císařova osobního týmu matematiků.

## Vysílání
| Řada | Díly          | Premiéra v USA    | Premiéra v USA     |
| Řada | Díly          | První díl         | Poslední díl       |
| ---- | ------------- | ----------------- | ------------------ |
| 1    | 10            | 24. září 2021     | 19. listopadu 2021 |
| 2    | 10            | 14. července 2023 | 15. září 2023      |
| 3    | bude oznámeno | bude oznámeno     | bude oznámeno      |

## Produkce

### Natáčení
Druhá série se začala natáčet v Praze ve studiích Prague Studios 11. dubna 2022. Natáčelo se i na dalších místech v České republice, např. na Fakultě chemicko-technologické Univerzity Pardubice. Realizaci v Česku umožnily české filmové pobídky. Produkční služby v ČR zajišťovala společnost Milk & Honey Pictures. Dekorace pro seriál vznikaly v barrandovských filmových studiích.